# Alexandra (Arizona)
Pour les articles homonymes, voir Alexandra.
Alexandra est une ville fantôme située dans le comté de Yavapai dans l'État de l'Arizona aux États-Unis. La ville fut établie en 1875 en tant que camp minier et fut occupée jusqu'en 1896 où elle fut abandonnée. La ville est située à dix milles à l'est de Mayer.

## Annexe